# Lula Mysz-Gmeiner
Lula Mysz-Gmeiner (nata Julie Sophie Gmeiner; Brașov, 15 agosto 1876 – Schwerin, 7 agosto 1948) è stata un contralto e mezzosoprano tedesco.
Si distinse per le sue esibizioni nei lieder in Europa e negli Stati Uniti. Fu insegnante di canto a Berlino ed ebbe tra i suoi allievi Elisabeth Schwarzkopf e Peter Anders.

## Biografia
Julie Sophie Gmeiner nacque a Kronstadt (Brassó), nella regione della Transilvania dell'Impero austro-ungarico (oggi in Romania). Studiò musica sin da piccola con i suoi fratelli, molti dei quali divennero musicisti e cantanti professionisti, come il mezzosoprano Ella Gmeiner, il basso-baritono Rudolf Gmeiner, il violoncellista Julius Gmeiner e la pianista Luise Gmeiner.
All'età di sei anni imparò a suonare il violino e a 15 anni suonò nell'orchestra di Kronstadt. L'anno successivo intraprese le lezioni di canto con il compositore Rudolf Lassel, che le dedicò una composizione eseguendola in prima assoluta con lei. A 18 anni si iscrisse al Conservatorio di Vienna, dove studiò con Gustav Walter, mentre intorno al 1898 si trasferì a Berlino, dove studiò con Emilie Herzog, Etelka Gerster e Lilli Lehmann.
Cantò diversi lieder di Johannes Brahms, Robert Schumann, Franz Schubert, Gustav Mahler, Richard Strauss e Max Reger, molti dei quali furono scritti appositamente per lei. Nel 1900 sposò a Kronstadt l'ingegnere Ernst Mysz con il quale ebbe tre figlie, due delle quali morirono giovani, mentre la terza, Susanne, sposò il tenore Peter Anders, allievo di sua madre.
Lula Mysz-Gmeiner fu insignita del titolo di kammersänger austro-ungarico nel 1905. Prese parte a diverse tournée in Europa e negli Stati Uniti e collaborò spesso con i pianisti Eduard Behm, Emil Mattiesen, Arthur Nikisch, Siegfried Ochs e Max Reger, il quale le dedicò diversi lieder tra cui il suo Vier Gesänge, op. 88 del 1905. Apparve anche in concerti, cantando ad esempio la Rapsodia per contralto di Johannes Brahms e i lieder di Hugo Wolf con la Filarmonica di Berlino, diretta da Oskar Fried, l'8 aprile 1907.  Nell'ottobre 1923 cantò in due concerti di un programma in memoria di Reger a Kiel sotto la direzione di Fritz Stein.
Dal 1920 fu insegnante di canto alla Staatlich Akademische Hochschule für Musik di Berlino, dove ebbe tra i suoi studenti Carla Henius, Maria Müller, Elisabeth Schwarzkopf e Carla Spletter. Perse il suo appartamento a Berlino durante la seconda guerra mondiale e dal 1945 insegnò alla Landesakademie di Schwerin, ove morì il 7 agosto 1948.